# 1410
1410 (MCDX) je bilo navadno leto, ki se je po julijanskem koledarju začelo na sredo.

## Dogodki
- 1. januar
- 15. julij - Bitka pri Grunvaldu

## Rojstva
Neznan datum
- Mihael Kritobul - bizantinski zgodovinar in politik († 1470)

## Smrti
- 20. januar - Martin Aragonski, aragonski in sicilski (II.) kralj (* 1356)
- 14. februar - Leon I. Kilikijski, armenski knez (* okoli 1080)
- 3. maj - protipapež Aleksander V. (* 1339)
- 18. maj - Rupert Wittelsbaški, pfalški volilni knez, nemški kralj (* 1352)
- 15. julij - Ulrich von Jungingen, 26. veliki mojster vitezov križnikov (* 1360)
- 10. avgust - Ludvik II., burbonski vojvoda (* 1337)
- 16. avgust - Francesco di Marco Datini, italijanski trgovec (* 1335)

Neznan datum
- Hasdaj Kreskas, španski judovski teolog, rabin, filozof (* 1340)
- Jean Tapissier, francoski skladatelj (* 1370)